# 140-й ремонтный завод
140-й ремонтный завод — государственное предприятие военно-промышленного комплекса Белоруссии, которое специализируется на ремонте и модернизации бронетанковой техники и двигателей к ней. В 2020—2022 годах завод попал под санкции ЕС, Великобритании, США и некоторых других стран.

## История

### 1943—1991
Подвижный танко-агрегатный ремонтный завод № 7 был создан по решению Государственного комитета обороны СССР, в мае — августе 1943 года в городе Вышний Волочёк Калининской области РСФСР.
5 апреля 1945 года завод был награждён орденом Красной Звезды — «за образцовое выполнение заданий командования в боях с немецкими захватчиками при овладении городом Будапешт и проявленным при этом доблесть и мужество».
Всего до конца Великой Отечественной войны завод отремонтировал 6,5 тысяч танков, более 3000 двигателей, а также десятки тысяч агрегатов трансмиссии, узлов и механизмов.
В июле 1948 года был передислоцирован в город Борисов Минской области БССР и в декабре 1948 года получил новое наименование — «140-й ремонтный завод».
В 1968 году завод освоил капитальный ремонт БМП-1, в 1981 году — капитальный ремонт танка Т-72, в 1988 году освоил капитальный ремонт инженерной машины разграждения ИМР.
На базе предприятия совместно с конструкторско-технологическим центром ГБТУ министерства обороны СССР отрабатывались технологии капитального ремонта и модернизации бронетанковой техники и вооружения, которые в последующем внедрялись на других ремонтных предприятиях. Всего в советский период предприятием было отремонтировало более 13000 боевых машин пехоты БМП-1 и БМП-2, 1000 танков и 77000 двигателей.

### 1990-е

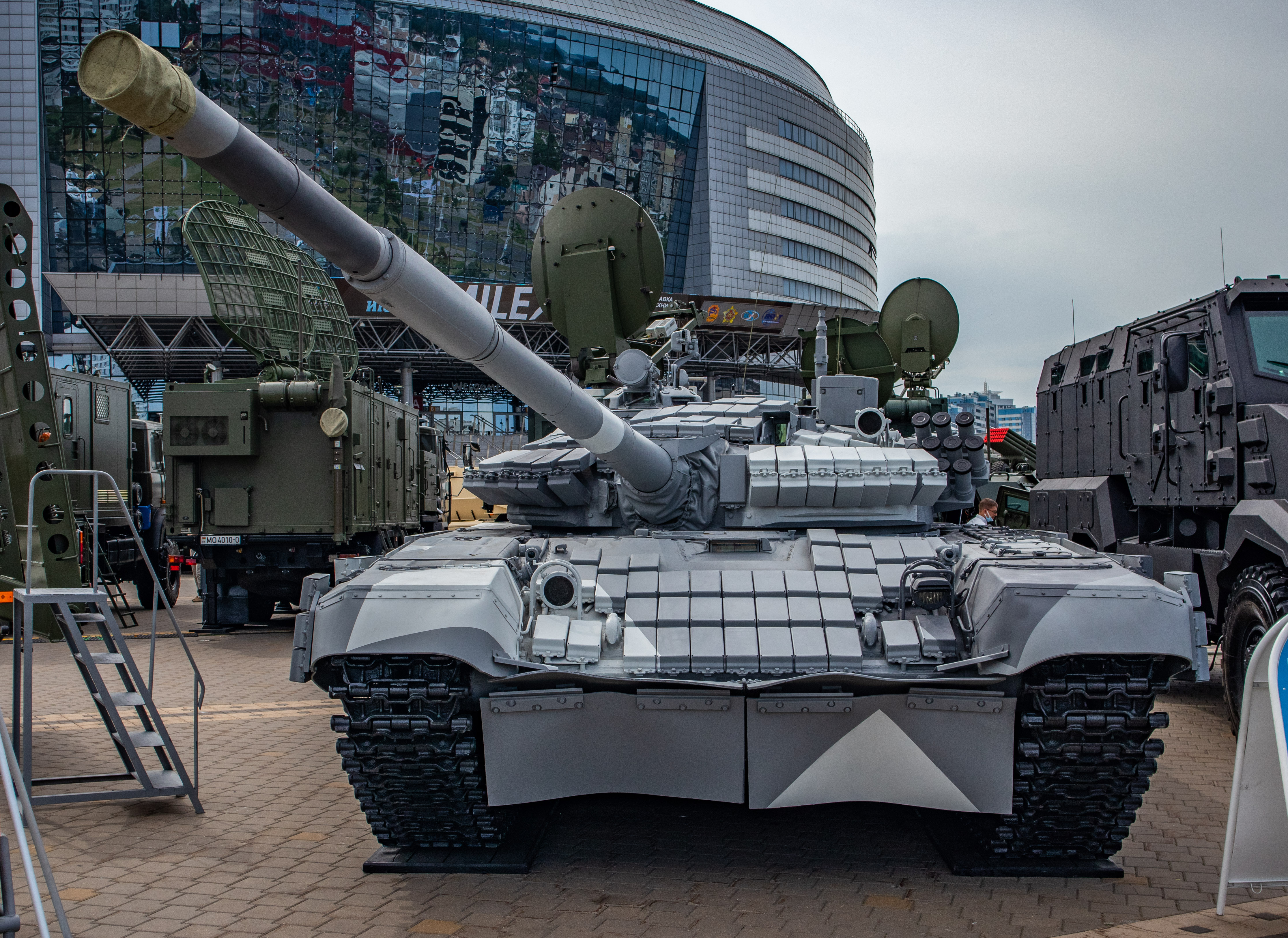
Т-72БМЭ — модернизация танка Т-72, выполненная на 140-м ремонтном заводе

После 1991 года предприятие перешло в ведение Министерства обороны Республики Беларусь.
В соответствии с Договором об обычных вооружённых силах в Европе Белоруссия приняла на себя обязательства по сокращению количества бронетехники, после чего на 140-м ремонтном заводе началось уничтожение превышавших разрешённый лимит танков, бронетранспортёров и бронемашин. В связи с практически полным исчезновением государственных заказов в 1990е годы положение предприятия осложнилось, количество рабочих сократилось с 1800 до 800 человек.
Стремясь расширить спектр услуг, на заводе освоили капитальный ремонт техники гражданского назначения: железнодорожных автодрезин, автомотрис, тепловозов ТГК, а также двигателей для тракторов «Кировец» и большегрузных автомобилей БелАЗ.
Кроме того, на базе шасси подлежавших ликвидации БМП-1 совместно с ВНИИТрансмаш были разработаны аварийно-спасательные машины «Березина» и «Алеся», лесопожарные машины ЛПМ, а на базе танка Т-62 — гусеничный тягач «Зубр».

### 2000-е
В начале 2000-х годов на заводе началась разработка модернизированных вариантов БТР-60ПБ и БТР-70 для вооружённых сил страны и иностранных заказчиков.
В 2001 году завод начал разработку модернизированного варианта БТР-70 совместно со словацкой компанией «Metapol», предложившей для установки на бронетранспортёр свой башенный боевой модуль «Cobra» (который также предлагался для установки на БМП-1 и на модернизированный вариант бронетранспортёра OT-64 SKOT чехословацкого производства). Демонстрационный образец бронемашины «Кобра-К» (БТР-70 с боевым модулем «Cobra») участвовал в комплексных оперативно-тактических учениях «Березина-2002», проходивших с 27 мая по 2 июня 2002 года, в октябре 2002 года был представлен на международной выставке вооружения и военной техники «SOFEX-2002» в Аммане (Иордания), а позднее — на других оружейных выставках. Кроме того, была создана бронемашина «Кобра-С» (БМП-1 с боевым модулем «Cobra»), также представленная на оружейных выставках и предложенная на экспорт и начаты работы по модернизации одного МТ-ЛБ.
В это же время один БТР-80 был оснащён кондиционером «Фалькат» минского производства (в дальнейшем, этот бронетранспортёр успешно прошёл испытания, но дальнейшего развития этот вариант модернизации не получил).
К 2002 году совместно со специалистами российской компании «Логос» на заводе были созданы современные электронные тренажеры ТВ-172 для подготовки экипажей танков и боевых машин пехоты. В этом же году для учений «Березина-2002» были сделаны модернизированный танк Т-72Б (оснащённый тепловизионным прицелом «TISAS») и модернизированный образец БМП-2 (оснащённый прицельно-наблюдательным комплексом «Рубеж» производства ОАО «Пеленг»).
В 2003 году на заводе внедрена система менеджмента качества в соответствии со стандартами ISO 9001-2009 и система управления окружающей средой в соответствии с требованиями стандарта СТБ ИСО 14001-2005. 30 декабря 2003 года завод перешёл в ведение Государственного военно-промышленного комитета Республики Беларусь.
17-20 мая 2005 года на выставке «MILEX-2005» был представлен образец БМП-2 с прицельно-наблюдательным комплексом «Рубеж-М» производства ОАО «Пеленг» (модернизированный на 140-м ремонтном заводе и предложенный на экспорт).
В 2007 году завод начал разработку модернизированного варианта БРДМ-2.

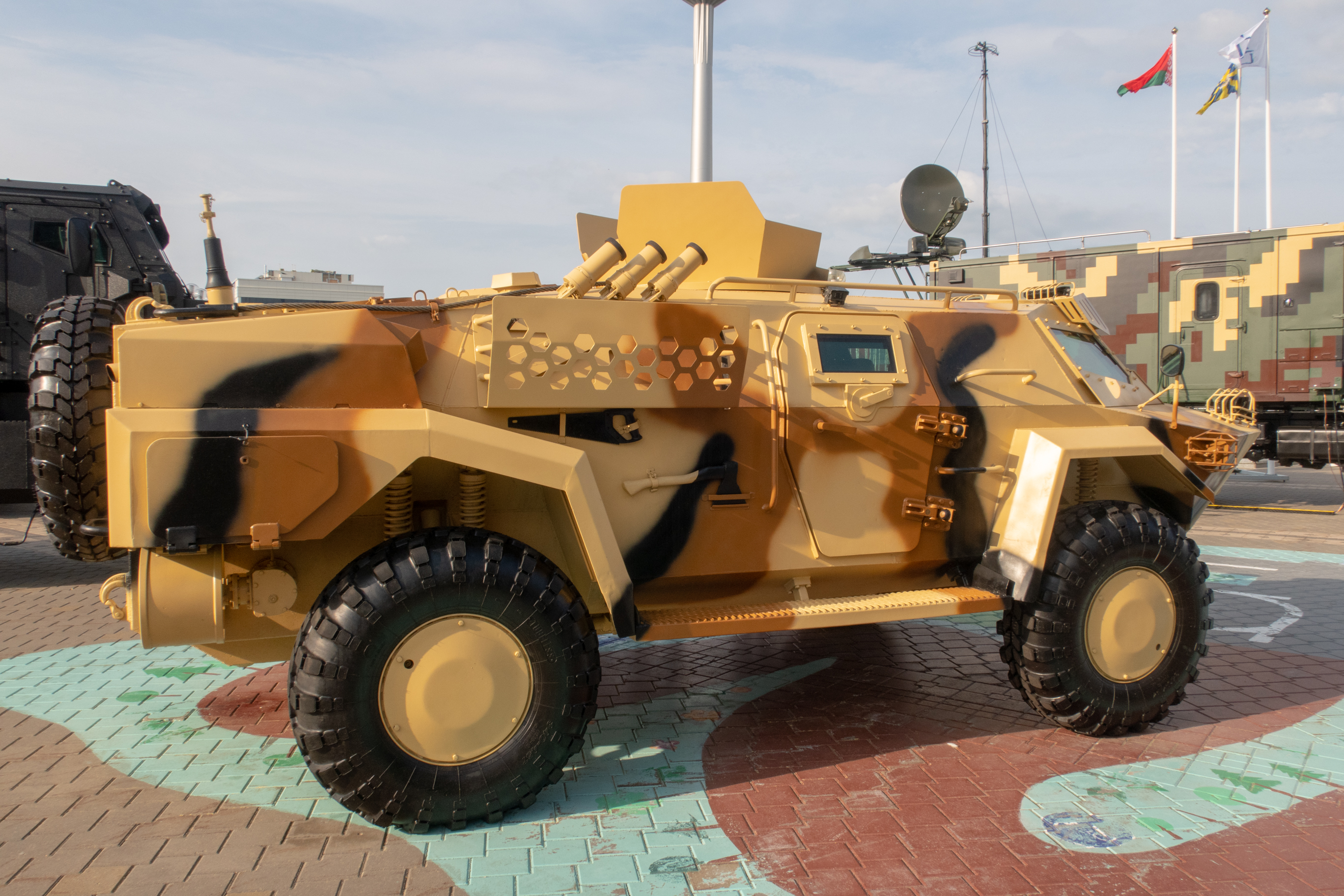
Бронеавтомобиль «Кайман»

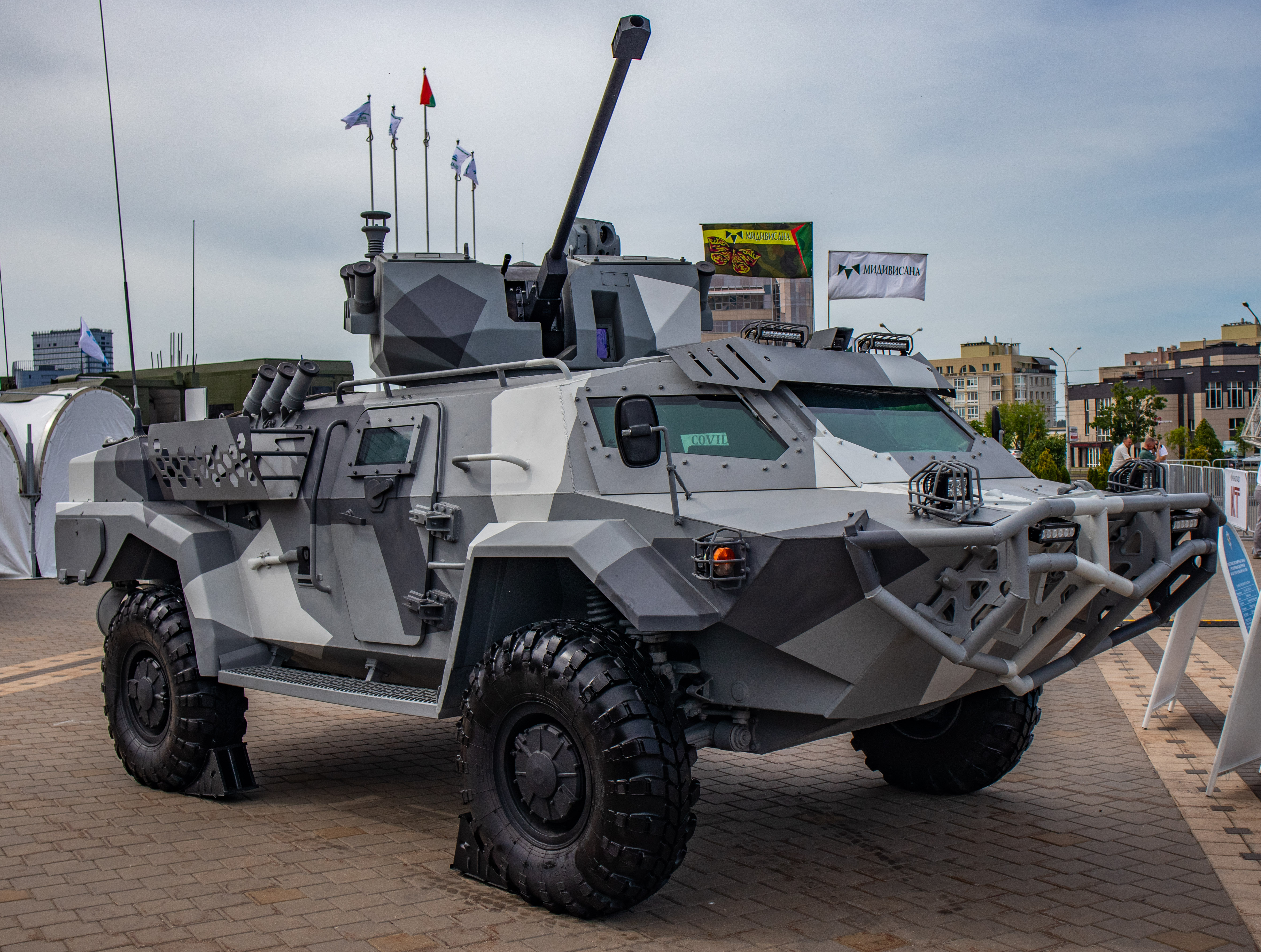
Боевая машина Кайман с 30 мм автоматической пушкой 2А42

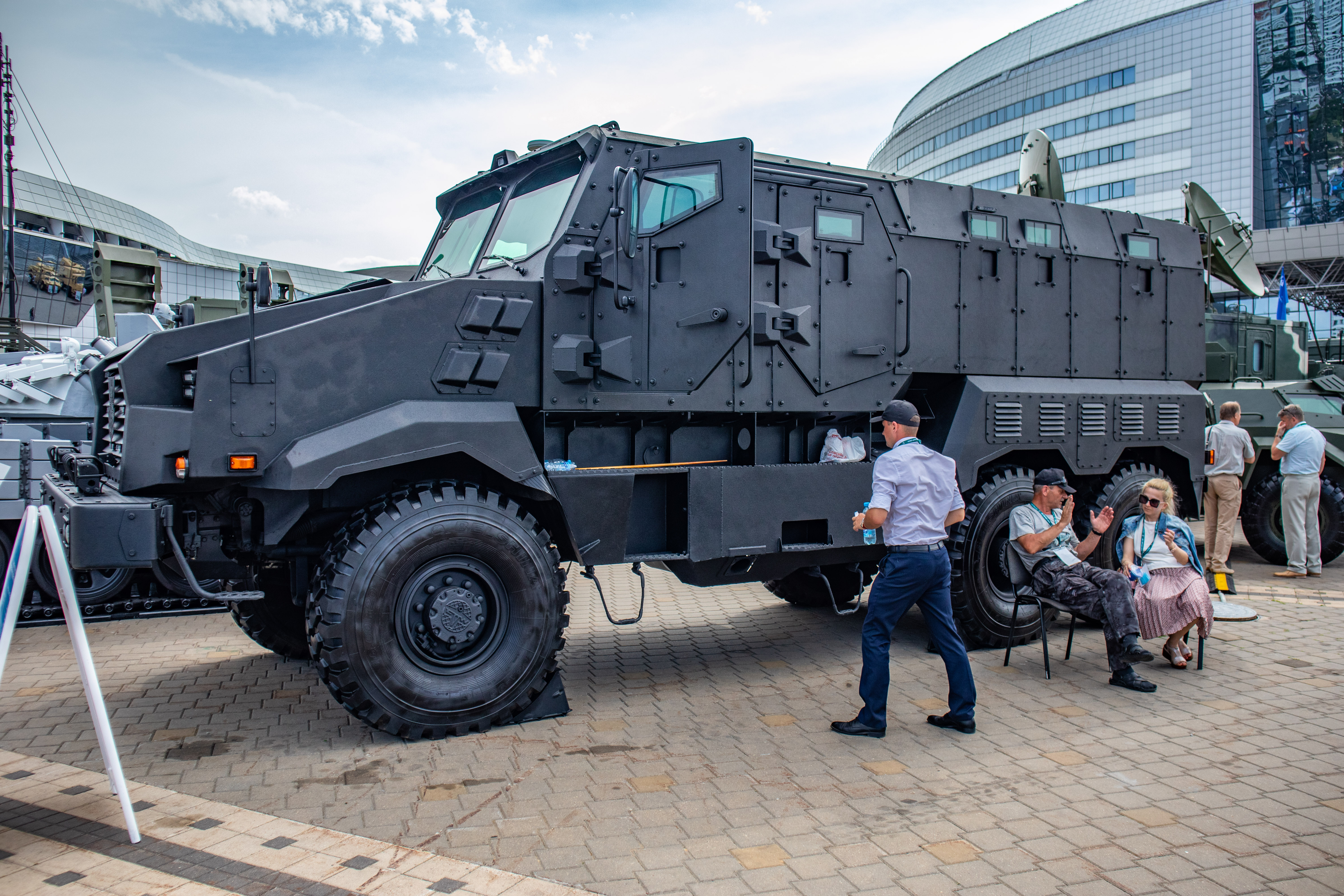
Бронеавтомобиль «Защитник»

По состоянию на начало 2008 года, предприятие имело возможность:
- осуществлять капитальный ремонт основных боевых танков Т-72, Т-72А, Т-72Б, Т-72Б1, базовых шасси инженерных машин разграждения ИМР-2, боевых машин пехоты БМП-1 и БМП-2, бронетранспортёров БТР-60ПБ, БТР-70 и специальных машин на их базе, дизельных двигателей и 20 видов железнодорожной техники[1];
- осуществлять ремонт агрегатов, артиллерийских систем, приборов прицеливания, электро- и спецоборудования бронетанковой техники советского производства[1];
- изготавливать аварийно-транспортные машины «Березина», лесопожарные машины ЛПМ и ЛПМ-1, вездеходные краны и экскаваторы на шасси БМП-1, аварийно-транспортные машины «Алеся» на базе БРДМ-2, гусеничные тягачи «Зубр» на шасси танка Т-62[1]

В 2009 году завод освоил капитальный ремонт танков Т-80Б, Т-80БВ и Т-80БВК.
23 декабря 2009 года республиканское унитарное предприятие было преобразовано в открытое акционерное общество.

### 2010-е
30 августа 2010 года заводом был запатентован модернизированный вариант БРДМ-2 (с заменой штатного бензинового двигателя на дизельный двигатель мощностью 115 кВт с 5-ступенчатой коробкой передач и новой системой охлаждения). В 2011 году завод освоил модернизацию бронемашин БРДМ-2 до уровня БРДМ-2МБ1 (с установкой дизельного двигателя и боевого модуля «Адунок»).
26 ноября 2013 года двое специалистов 140-го завода погибли в ходе террористической атаки на гостиницу «Амстердам» в Сане, столице Йемене. Белорусы работали при министерстве обороны страны и, по некоторой информации, оказывали помощь в техническом обслуживании танков Т-80БВ, закупленных йеменской стороной в Белоруссии в 2010 году. Исходя из публикации газеты «Во славу Родины», это была не единственная зарубежная командировка специалистов завода, и его работники часто выезжают в другие страны с целью технического обслуживания машин и демонстрации возможностей выпускаемых образцов продукции.
В 2014—2015 годы на заводе была разработана бронемашина МБТС «Кайман».
В 2015 году на заводе были завершены работы по созданию модернизированного бронетранспортёра БТР-60МБ1. В январе 2017 года на заводе были завершены работы по созданию модернизированного бронетранспортёра БТР-70МБ1, после завершения испытаний официально принятого на вооружение.
Представленный в 2016 году на «танковом биатлоне» вариант модернизации танка Т-72Б в 2017 году был принят на вооружение под наименованием Т-72БМ1.
20-22 мая 2017 года на прошедшей в Минске 8-й международной выставке вооружения и военной техники «MILEX-2017» был представлен демонстрационный образец танка Т-72БМЭ, который модернизировали 140-й ремонтный завод, компания «Белтехэкспорт» и ОАО «Пеленг» (Минск).
15-18 мая 2019 года на 9-й международной выставке вооружения и военной техники «MILEX-2019» 140-й ремонтный завод представил бронеавтомобиль «Защитник» на шасси трёхосного грузовика МАЗ-631708.

## Международные санкции
17 декабря 2020 года завод был внесён в «Чёрный список ЕС». При обосновании введения санкций Совет Европейского союза отметил, что завод является частью Государственного военно-промышленного комитета, отвечающего за реализацию военно-технической политики и подчиняющегося Совету министров и президенту, следовательно получающим выгоду от связи с режимом Лукашенко и поддерживающим его. Кроме того, компания производит транспортные средства и бронетранспортёры, которые использовались против мирных демонстраций, имевших место после президентских выборов 2020 года, что возлагает на неё ответственность за репрессии против гражданского общества и демократической оппозиции.
Албания, Исландия, Лихтенштейн, Норвегия, Северная Македония, Черногория присоединились к декабрьскому пакету санкций ЕС 26 января 2021 года. Также завод в свои санкционные списки внесли Великобритания и Швейцария.
2 декабря 2021 года 140-й ремонтный завод был включён в санкционные списки США и Канады.
В декабре 2021 года сообщалось, что из-за санкций Европейского Союза, наложенных на 140-й ремонтный завод, были прекращены поставки броневых листов из Финляндии, в результате чего остановилось производство БРДМ «Кайман».
В 2022 году, из-за «причастности Беларуси к российской агрессии против Украины», 140-й ремонтный завод был включен в расширенный санкционный список всех стран Евросоюза.
Также завод попал под санкции Новой Зеландии, Японии и Украины.